# Флавій Флоренцій (консул 361 року)
Флавій Флоренцій (*Flavius Florentius, д/н — після 363) — державний і військовий діяч пізньої Римської імперії.

## Життєпис
Походження невідоме, але не належав до знаті. Розпочав службу десь у 330-х роках. 345/346 року призначається комітом імператора Констанція II. Зберігся його лист до Афанасія з проханням повернутися на кафедру Олександрійської патріархії, з чого історики роблять висновок, що Флоренції був християнином
Ймовірно брав участь у кампанії 351—353 років проти узурпатора Магненція. 357 року призначається преторіанським префектом Галлії. Амміан Марцеллін вказує, що Флоренцій висловився за те, щоб вступити в бій з алеманами при Аргентораті.
Взимку 358/359 року, коли доходи Галлії від подушного і земельного податків не досягли бажаного рівня, Флоренцій запропонував цезарю Юліану вдатися до надзвичайних стягнень, щоб заповнити нестачу. Однак цезар виступив проти. Невдовзі Флоренції запропонував заплатити 2 тисячі лібрів (близько 900 кг) срібла германцям, щоб дозволити хлібному флоту римлян з Британії безперешкодно пройти вгору Рейном, але Юліан відхилив цю ідею. Все це негативно позначилося на стосунках префекта і цезаря. Втім 359 року допоміг Юліану під час чергової кампанії за Рейном, надавши вчасно війська та харчування.
У 360 року за наказом імператора рушив з війська на схід для участь в кампанії проти держави Сасанідів. В цей час легіонери оголосили Юліана августом, що було викликом Констанцію II. Останній призначив Флоренція преторіанським префектом Іллірику.
361 року стає консулом (разом з Флавієм Тавром). Невдовзі з'єднався з останнім, що відступив з Італії. Після цього вони долучилися до війська Констанція II. Але після останнього смерті у листопаді того ж року Флоренцій втратив будь-який вплив, оскільки єдиним імператором став Юліан. Судом Халкидонської комісії був засуджений до страти. Тому вимушений був разом з родиною переховуватися до самої смерті Юліана у 363 році. За цим повернувся до Константинополя. Подальша доля невідома.

## Родина
- Луціан, коміт Сходу 393 року
- Флоренцій, консуляр (намісник) Сирії в 392—393 роках